# Верхнее Котто
Верхнее Котто (фр. Haute-Kotto; санго Sêse tî kömändâ-kötä tî Tö-Kötö) — префектура на востоке Центральноафриканской Республики.
- Административный центр — город Бриа.
- Площадь — 86 650 км², население — 69 514 человек (2003 год).

## География
Граничит на востоке с префектурой Верхнее Мбому, на юге с префектурой Мбомоу и небольшой частью с префектурой Нижнее Котто, на западе с префектурой Уака, на севере с префектурами Бамбинги-Бангоран и Вакага, на северо-востоке - с Суданом и Южным Суданом.
Это самая большая по площади провинция страны. В северной части префектуры, вдоль границы с префектурой Вакага лежит горный массив Бонго. На северо-востоке, на границе с Суданом — гора Абурассин высотой 1 113 метра. Через всю территорию Верхнего Котто с северо-востока на юго-запад протекает река Котто. На ней, в юго-западной части префектуры, находится и её административный центр город Бриа.

## Административное деление
- Бриа
- Уадда
- Ялинга